# 古達鎮區 (密歇根州)
古達鎮區（英語：Goodar Township）是位於美國密歇根州奧格莫縣的一個行政鎮區。

## 地方資料
古達鎮區的面積為93.60平方千米，當中陸地面積為91.82平方千米，而水域面積為1.78平方千米。根據2020年美國人口普查的數據，當地共有人口350人，而人口密度為每平方千米3.74人。